# Spanx
Spanx, Inc. es un fabricante de ropa interior estadounidense que se enfoca en dar forma a la ropa interior y leggings, fundado en Atlanta, Georgia. La empresa fábrica principalmente pantimedias y otra ropa interior para mujeres y, desde 2010, también produce ropa interior masculina. Spanx se especializa en prendas de base destinadas a hacer que las personas parezcan más delgadas.

## Historia

### Fundación

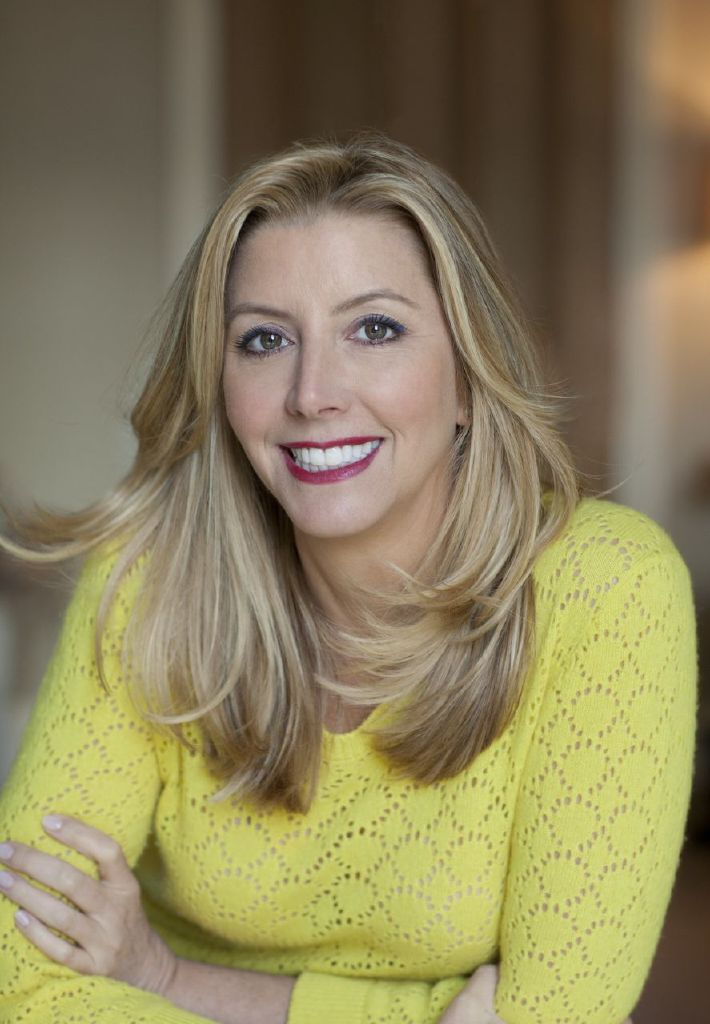
Sara Blakely fundó Spanx en el 2000.

Después de graduarse de la Universidad Estatal de Florida (FSU) en 1993, la empleada de de Walt Disney World Resort, Sara Blakely, se unió a la empresa de papelería local Danka para vender máquinas de fax puerta a puerta. En el calor y la humedad de Florida, trató sin éxito de encontrar pantimedias que no le dejaran los dedos cosidos y que no se enrollaran en la pierna después de cortarlas.
Invirtiendo los ahorros de su vida de $5,000 USD, se mudó a Atlanta a los 27 años, donde investigó y desarrolló un concepto de calcetería predominantemente por su cuenta. La creación del prototipo del producto inicial se completó en el transcurso de un año e involucró a Blakely, su madre y sus amigos probando personalmente las prendas. Esto fue innovador en ese momento, ya que la industria no probaba productos con personas. La invemercadeomercadeostigación de Blakely reveló que la industria había estado usando previamente el mismo tamaño de pretina para todos los productos de calcetería para reducir costos, y se insertó un cordón de goma en la pretina. Para el desarrollo de su producto, Blakely creó diferentes pretinas para adaptarse a consumidores de diferentes tamaños.
Blakely finalizó su solicitud de patente con un abogado de patentes antes de enviarla a la Oficina de Marcas y Patentes de los Estados Unidos (USPTO). Luego de enviar la solicitud en línea, Blakely trabajó en el empaque de su producto, que tenía la intención de colorear de rojo con el propósito de audacia, ya que las otras marcas en ese momento estaban empaquetadas en "beige, blanco o gris". Además, Blakely usó tres imágenes animadas de mujeres de aspecto diferente, lo que también era novedoso en ese momento, cuando otras marcas mostraban el mismo tipo de modelo femenino.
Al requerir un nombre de marca para su producto, Blakely se sintió frustrada después de no poder decidirse por un título que la satisficiera, después de un año y medio de ideación . Cuando finalizó el nombre de su marca, Blakely sabía que Coca-Cola y Kodak eran dos de las marcas más reconocidas del mundo y que ambas contenían un fuerte sonido de "k". Blakely leyó que al fundador de Kodak le gustó tanto el sonido que lo usó como el principio y el final de su marca y luego procedió a crear una palabra funcional basada en esta base. El nombre "Spanks" finalmente llegó a Blakely, y decidió reemplazar la "ks" con una "x", ya que su investigación había demostrado que los nombres construidos tenían más éxito y eran más fáciles de registrar como marca comercial. Luego, Blakely usó su tarjeta de crédito para comprar la marca comercial "Spanx" en el sitio web de la USPTO por 150 dólares.

### Lanzamiento
En 2000, Blakely lanzó la marca Spanx desde su apartamento, realizando todas las llamadas iniciales y promocionándose ella misma. Su novio en ese momento, un consultor de atención médica, luego renunció a su trabajo y se unió a Blakely en la gestión del naciente negocio.
Blakely condujo previamente una reunión con un representante del Grupo Neiman Marcus, en la que se cambió al producto en el baño de damas en presencia del comprador de Neiman Marcus para probar los beneficios de su innovación. El producto de Blakely se vendió en siete tiendas Neiman Marcus como resultado de la reunión; Pronto siguieron Bloomingdales, Saks y Bergdorf Goodman.

### 2000 en adelante
Después de la creación de la empresa, el entonces novio de Blakely finalmente se convirtió en el director de operaciones (COO) de Spanx y conoció a Laurie Ann Goldman en Saks Fifth Avenue en Atlanta en 2001, mientras ella estaba de baja por maternidad de su empleador en ese momento, Coca-Cola. Reajuste salarial. Goldman buscaba específicamente un producto Spanx y ambos intercambiaron datos de contacto: Goldman se convirtió en director ejecutivo de Spanx en 2002.

Al escribir para la revista Fortune en febrero de 2014, Colleen Leahey identificó a Goldman como un aspecto clave del crecimiento exitoso de la empresa:
Goldman elaboró un modelo de negocios para la compañía basado en las lecciones que aprendió durante su período de 10 años en Coca-Cola: pensar en grande, comenzar en pequeño y escalar rápidamente. Ella aconsejó a su equipo en SPANX que se enfocara en la calidad del producto sobre los márgenes de ganancia. “Cada vez que alguien usa un producto SPANX, puede suceder una de dos cosas: nuestra marca puede fortalecerse o nuestra marca puede debilitarse. Ganamos apalancamiento o perdemos apalancamiento”.
En la primera mitad de 2014, Blakely trabajó en la construcción de las primeras tiendas minoristas independientes de la compañía en centros comerciales a lo largo de la costa este de los EE . UU., y también introdujo la mezclilla en una línea de productos Spanx en expansión para la gama "Otoño" en marzo.
Goldman renunció a la empresa en febrero de 2014, después de más de 10 años al frente de Spanx. Gregg Ribatt, quien anteriormente había trabajado como ejecutivo para Bennett Footwear, Stuart Weitzman Holdings y Collective Brands' Performance & Lifestyle Group, fue nombrado director ejecutivo interino. El nombramiento de Ribatt generó discusiones sobre una posible expansión del calzado por parte de Spanx según una declaración que hizo Blakely en octubre de 2013 explicando su ambición de diseñar el zapato de tacón alto más cómodo del mundo antes de jubilarse.
En el perfil de Forbes de junio de 2014 de Blakely, la publicación afirma que la empresa genera "más de 250 millones de dólares en ingresos anuales y márgenes de beneficio neto estimados en un 20%", mientras que Blakely está muy comprometida con mantener el estado privado de Spanx. Sin embargo, surgieron especulaciones sobre una posible oferta pública inicial tras la renuncia de Goldman.
En julio de 2014, Jan Singer, antes de Nike
En abril de 2020, la propietaria de Spanx, Sara Blakely, se asoció con un viejo amigo y dueño de un restaurante, Justin Anthony, para alimentar a los trabajadores de primera línea para combatir el coronavirus. Los trabajadores de Atlanta's Children's Healthcare y sus clínicas asociadas reciben comidas típicas sudafricanas gratuitas.
El 20 de octubre de 2021 se anunció que Sara Blakely, propietaria de Spanx, había vendido una participación mayoritaria en el negocio a Blackstone . La empresa fue valorada en 1.200 millones de dólares estadounidenses. El acuerdo fue preparado por un equipo de inversión de mujeres de Blackstone, y se anunció que la Junta Directiva estaría compuesta exclusivamente por mujeres bajo la dirección de Sara Blakely como presidenta ejecutiva.

## Productos y marketing

### Productos

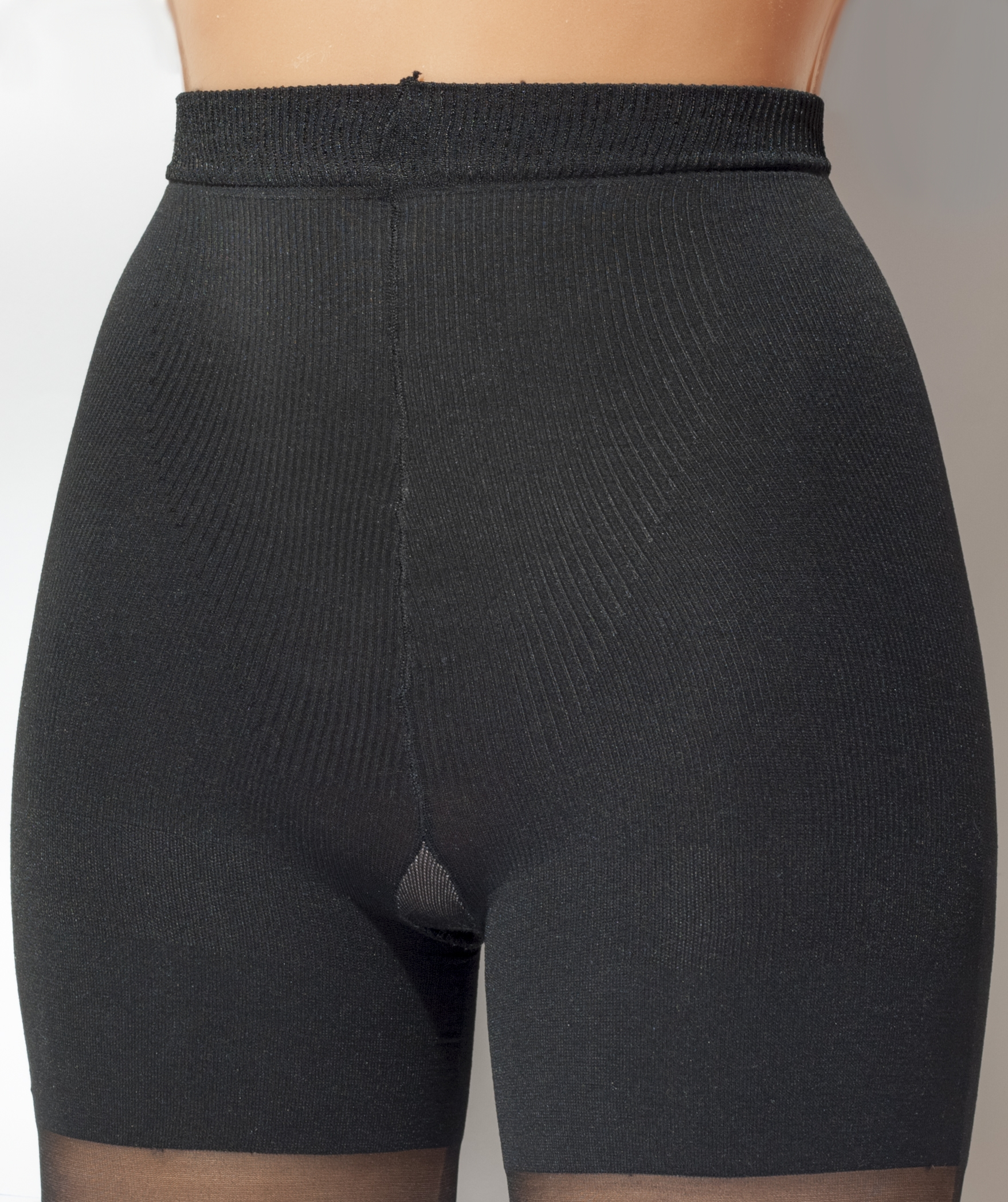
Pantimedias moldeadoras Spanx Super Control Sheers

La marca produce líneas con nombres como "Bod-a-Bing!" y "Oculto y Elegante". En 2009, Spanx lanzó una colección de lujo llamada "Haute Contour" que incluía artículos como una tanga de encaje con refuerzos en la cintura y opciones de colores como el rosa. Después del lanzamiento, Blakely explicó: "Dije: 'Hagámoslo hermoso... como fajas disfrazadas'".
Spanx comenzó a fabricar ropa interior moldeadora de cuerpo para hombres ("Spanx for Men – MANX") en 2010, y luego introdujo la mezclilla en una línea de productos Spanx en expansión para la gama "Otoño" de la marca en marzo de 2014.

### Marketing
Durante el inicio de Spanx, Blakely contactaba a amigos y conocidos, incluidos los de su pasado, y les pedía que buscaran sus productos en tiendas departamentales seleccionadas a cambio de un cheque que les enviaría por correo como muestra de agradecimiento. Sin embargo, Spanx recibió un impulso de marketing poco después, cuando Oprah Winfrey respaldó el producto como una de sus "cosas favoritas" en su programa de televisión en 2000. Antes de establecer oficialmente la empresa, Blakely había enviado una canasta de productos Spanx al programa de televisión de Winfrey, con una tarjeta de regalo que explicaba lo que estaba tratando de desarrollar, y esto atrajo la atención de Winfrey.
El equipo de producción de Winfrey le explicó a Blakely que, si bien Winfrey generalmente solo promocionaba el producto en sí, buscaron viajar al apartamento de Blakely en Atlanta y la entrevistaron en su casa, ya que Winfrey estaba especialmente interesada en la historia de la empresaria. En ese momento, Blakely todavía era un vendedor de máquinas de fax y necesitaba contar con la ayuda de amigos para que actuaran como empleados a los efectos de la filmación del episodio.
Otras celebridades que visten la marca son Gwyneth Paltrow y Jessica Alba.
Más tarde, Blakely fue captada por CCTV cuando una tienda departamental reposicionó sus productos para que se exhibieran de manera más prominente.

## Asuntos Corporativos

### Propiedad
Spanx es una empresa privada y no ha publicado información financiera. Forbes estima su valor en $ 540 millones en 2021. Blakely posee la totalidad de la marca y empleó a aproximadamente 100 personas a partir de 2011. Goldman fue directora ejecutiva de Spanx desde 2002 hasta febrero de 2014, cuando renunció.

### Fabricación
En busca de un socio de fabricación, Blakely buscó en ThomasNet para encontrar fabricantes de calcetería de Carolina del Norte. Highland Mills en Charlotte, por recomendación de las hijas del CEO, finalmente transformó las ideas de Blakely en un prototipo suficiente para interesar a Neiman Marcus.
En 2000, el primer año de existencia de la empresa, Blakely reclutó a amigos para que cumplieran con los pedidos desde su apartamento de Atlanta y generó $8 millones en ventas minoristas. Debido a que Highland no tenía interés en la distribución, Blakely llevó la producción de Spanx a una pequeña fábrica en Siler City, que luego cerró. Acme-McCrary Corporation, una fábrica de calcetería fundada en Asheboro, Carolina del Norte, en 1908, se hizo cargo de la producción y distribución. Las ventas han crecido de alrededor de $15 millones en 2002, cuando Acme-McCrary comenzó a trabajar con Blakely, a más de $400 millones en 2014. La firma de Carolina del Norte ya no es el único fabricante de Spanx, pero sigue muy involucrada con Blakely en el desarrollo de nuevos productos, especificaciones de hilo y experiencia en fabricación.